# 쑥부지깽이족
쑥부지깽이족(-----族, 학명: Erysimeae 에리시메아이[*])은 배추과의 족이다.

## 하위 분류
- 쑥부지깽이속(Erysimum Tourn. ex L.)
- Gynophorea Gilli